# Faisà de Hume
El faisà de Hume (Syrmaticus humiae) és una espècie d'ocell de la família dels fasiànids (Phasianidae) que habita la selva humida de les muntanyes des de l'est de l'Índia i el sud-oest de la Xina, fins al centre de Myanmar i el nord-oest de Tailàndia.